# Делфи
Вижте пояснителната страница за други значения на Делфи.
Делфи (на гръцки: Δελφοί) е археологически обект и град на територията на съвременна Гърция. В античността се намирал в Антична Фокида. Място на прочутото древногръцко светилище с Делфийския оракул.

## Древен Делфи
Древният град се е намирал на територията на днешния ном Фокида (на около 120 км северозападно от Атина). В древността е бил водещ религиозен център за Древна Гърция (поне от 8 век пр. Хр.), тъй като там се намирал прочутото светилище, оракул на бог Аполон. Светилището е най-почитаното прорицалище в древността в цялото Средиземноморие. В Делфи има също храм на Атина (Athena Pronaia), стадион, театър и съкровищници на гръцките полиси, които са съхранявали даровете за бога. От 6 век пр. Хр. тук се провеждат Питийските игри, включващи музикални и спортни състезания. Днес руините на Делфи са туристически обект и част от списъка на ЮНЕСКО на световното наследство. Днешният град Делфи се намира на около километър югозападно от древното светилище.

## Съвременен Делфи
Съвременният град Делфи се намира западно от археологическия обект. През него минава главният шосеен път, свързващ Амфиса с Атеа и Арахова. В града има училище, лицей и площад.